# Barbus serengetiensis
Barbus serengetiensis е вид лъчеперка от семейство Шаранови (Cyprinidae). Видът е уязвим и сериозно застрашен от изчезване.

## Разпространение
Разпространен е в Танзания.

## Описание
На дължина достигат до 4 cm.